# Per Sundahl

Per Sundahl.

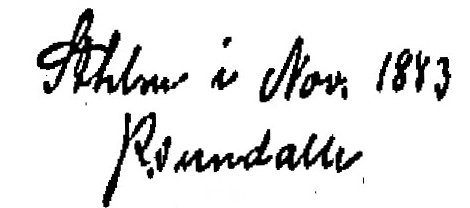
Namnteckningen 1883.

Per Sundahl, född 13 maj 1856 i Sunne socken, död 3 februari 1925, var en svensk byggmästare och arkitekt, huvudsakligen verksam i Stockholm. Han var far till arkitekten Eskil Sundahl.

## Biografi
Sundahl studerade mellan 1878 och 1880 vid Slöjdskolan i Stockholm. Mellan 1880 och 1882 var han ritare hos arkitekt Gustaf Sjöberg. Den 11 februari 1891 godkändes han som byggmästare av Stockholms byggnadsnämnd. Han uppträdde även som arkitekt, exempelvis vid fastigheten Pumpstocken 9 i hörnet Smålandsgatan 14 / Biblioteksgatan 2 som han ritade 1883. Huset revs 1959 för att göra plats för Hufvudstadens förra huvudkontor. Vid några byggen var han både byggherre och byggmästare, det vill säga att han uppförde byggnader på egen bekostnad för att sedan sälja dem. Tillsammans med byggmästaren Johan Brandel drev han firman Sundahl & Brandel. Per Sundahl är begravd på Solna kyrkogård.

## Uppförda byggnader (urval)

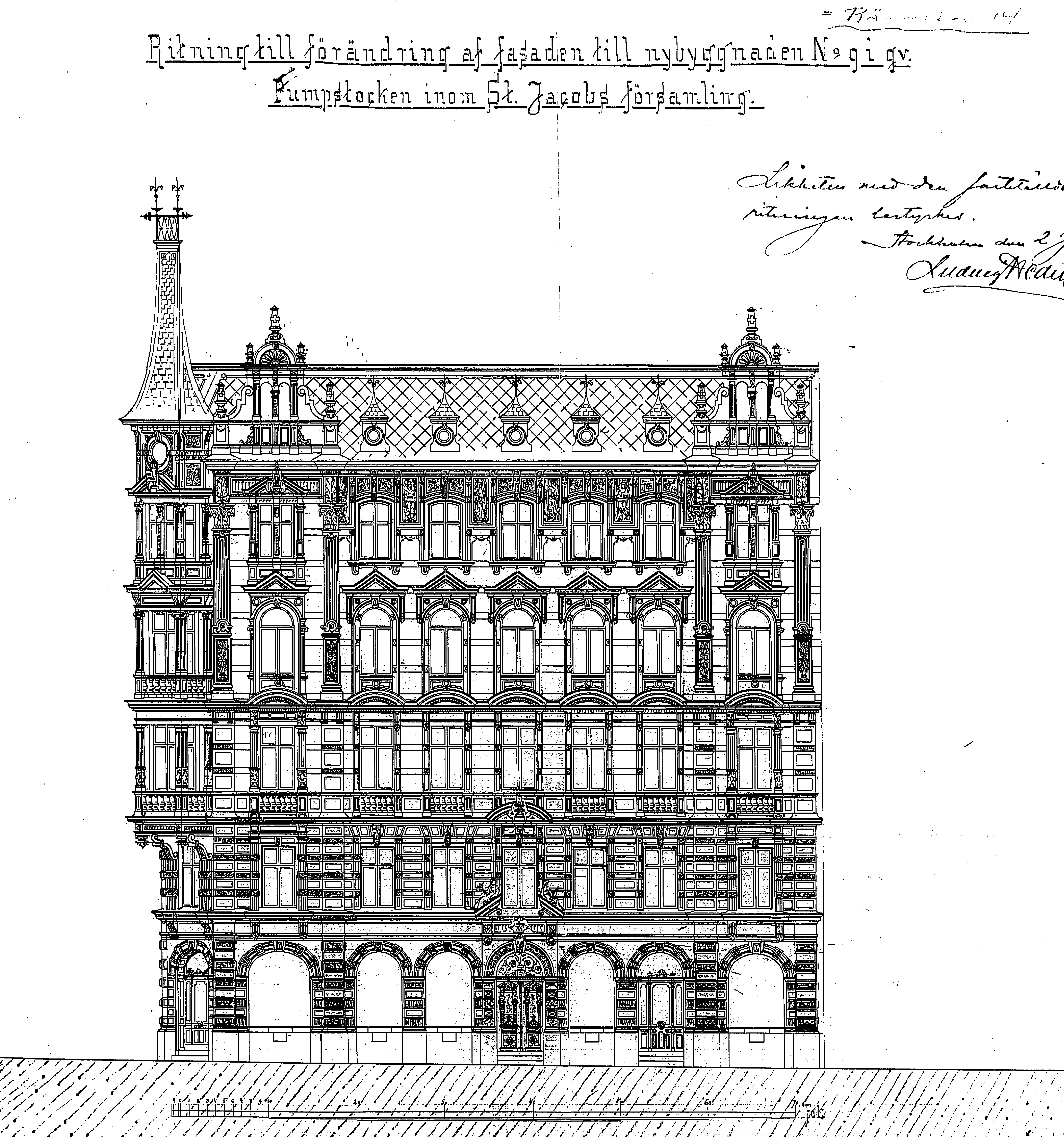
Pumpstocken 9, Sundahls fasadritning.

Här uppges de ursprungliga, vid tiden gällande gatuadresser och fastighetsbeteckningar.
- Pumpstocken 9 (Biblioteksgatan 2), 1884–1885
- Boken 3 (Kungsgatan 17), 1885–1886
- Aftonbladets hus (Klara västra kyrkogata 7), 1887–1889
- Sankt Georgios kyrka, Stockholm (Birger Jarlsgatan 92), 1889–1890
- Sergeanten 1 (Strandvägen 35), 1890–1891
- Setterwallska villan, 1894–1896
- Ludwigsbergs verkstad, administrationsbyggnad, 1896–1897
- Lindormen 1 och 26 (Riddargatan 33), 1896–1897
- Svenska Lifs hus (Smålandsgatan 16), 1898–1900
- Klamparen 8 (Fleminggatan 8), 1899–1901
- Asken 14 (Eriksbergsgatan 13), 1913–1914
- Asken 5 (Eriksbergsgatan 3), 1916–1918

### Bilder (urval)

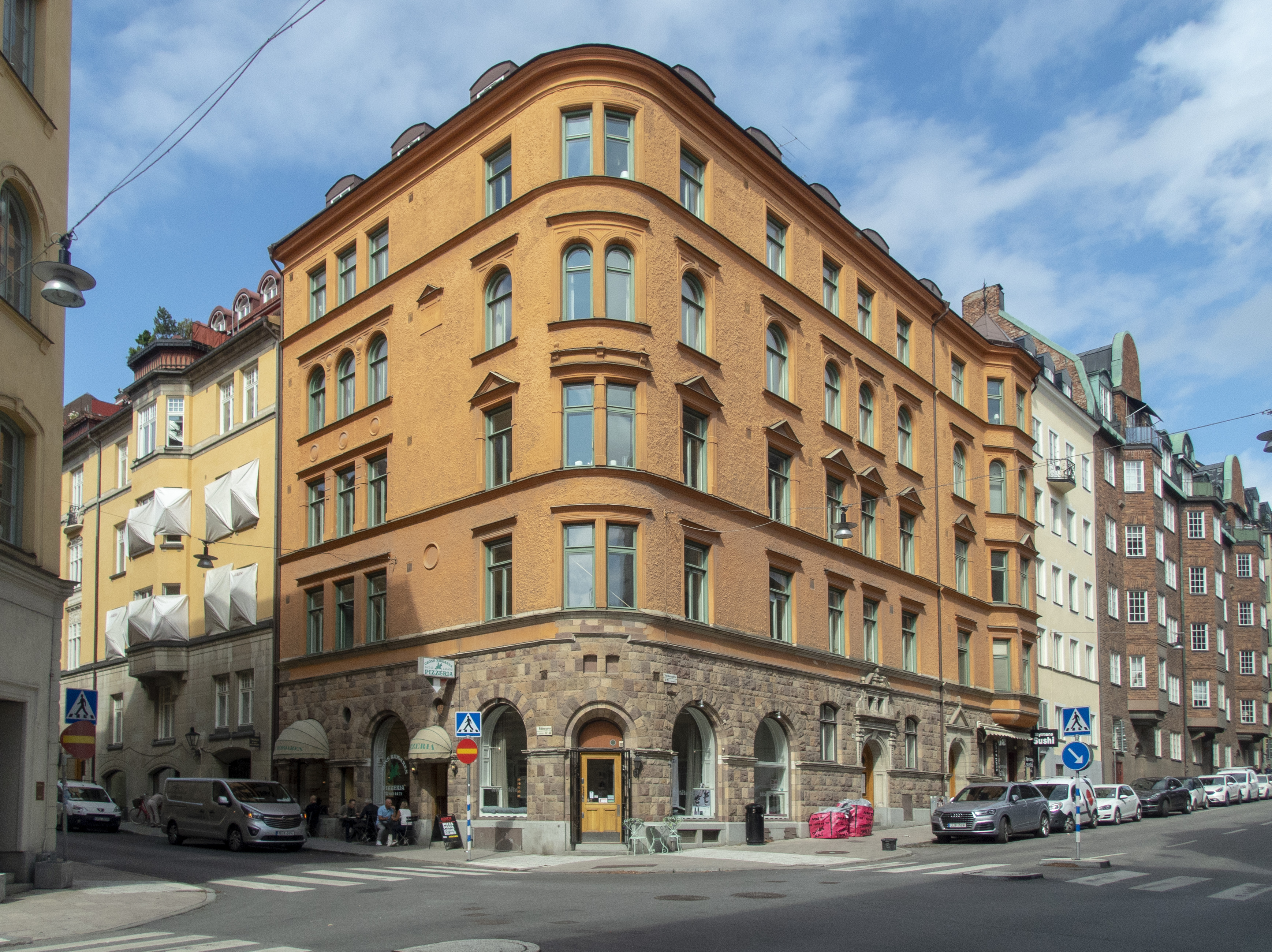
Lindormen 1, Riddargatan 33.
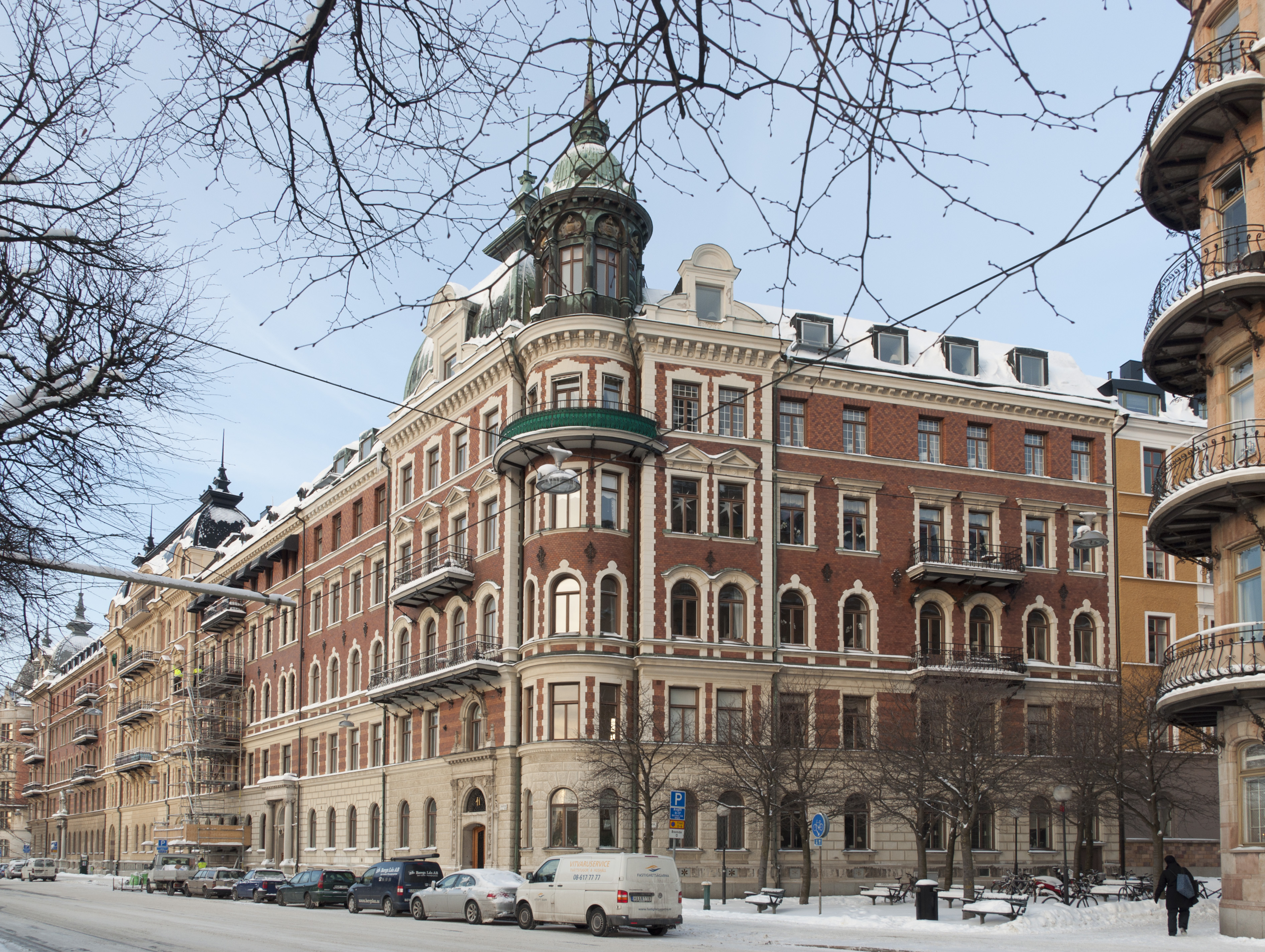
Serganten 1, Strandvägen 35-41.
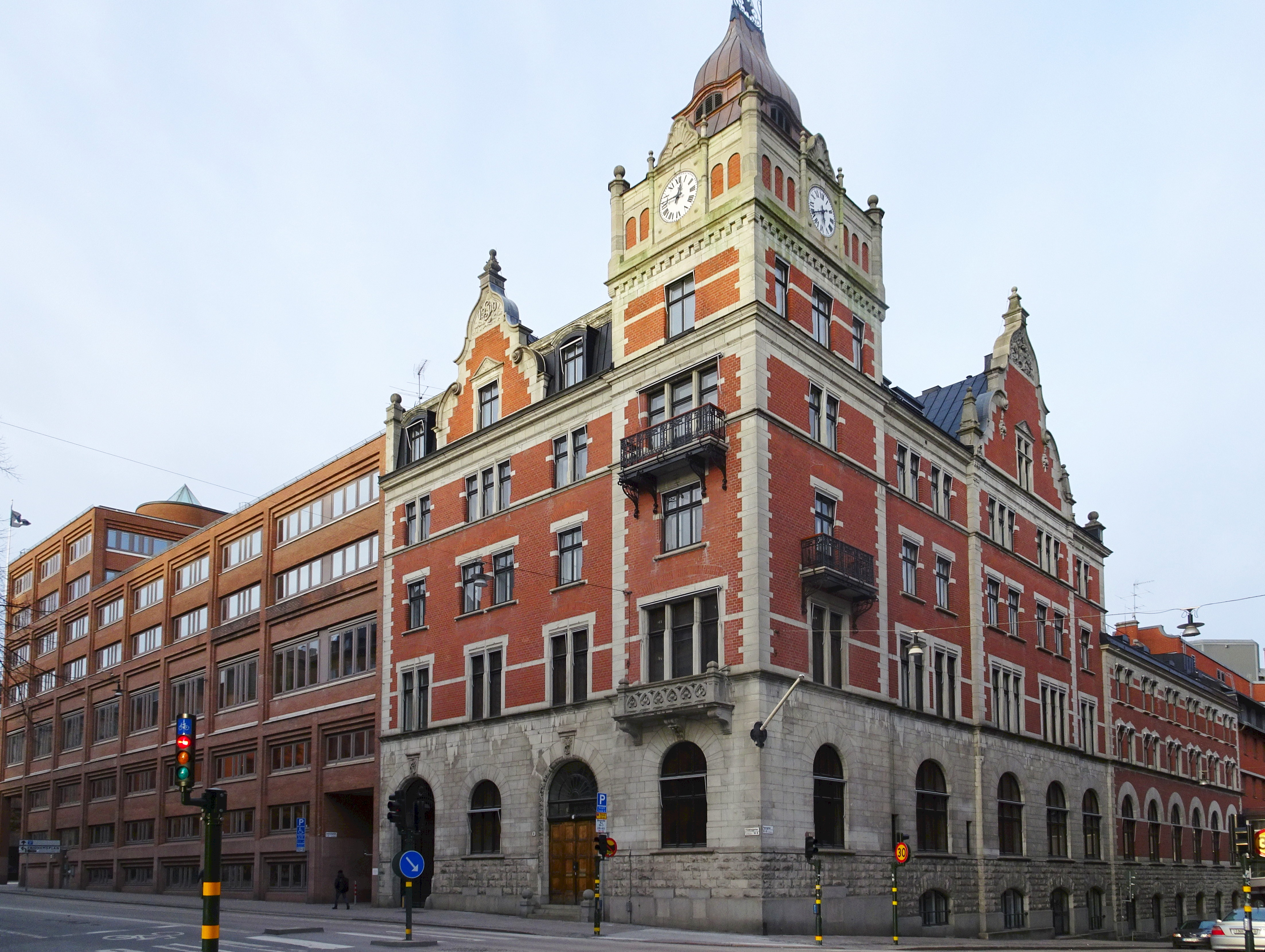
Klamparen 8, Fleminggatan 8.
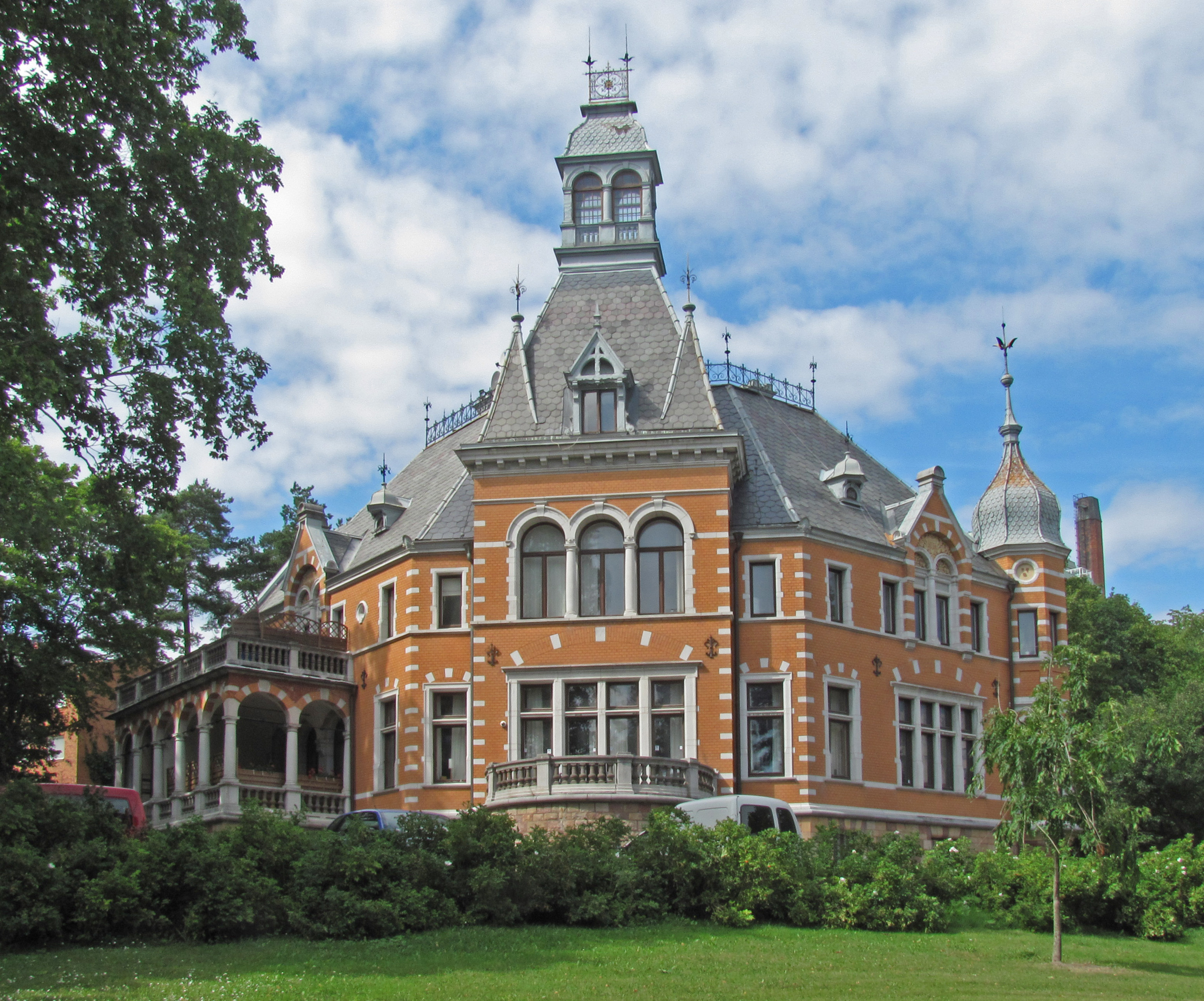
Setterwallska villan.